# 反党グループ事件
反党グループ事件（はんとうグループじけん）は、1957年6月29日、ソビエト連邦において非スターリン化を進めていた最高指導者のニキータ・フルシチョフ共産党第一書記に対して党保守派幹部が起こした解任運動である。運動は失敗に終わり、彼ら反フルシチョフ派は一括して「反党グループ」と断罪され、党最高幹部の座から追放された。

## 事件の経緯
1953年3月、それまでソ連において絶対権力を振るってきたヨシフ・スターリンが死去すると、共産党はゲオルギー・マレンコフ首相、ラヴレンチー・ベリヤ第一副首相兼内相、ヴャチェスラフ・モロトフ外相、ラーザリ・カガノーヴィチ副首相、クリメント・ヴォロシーロフ最高会議幹部会議長、ニキータ・フルシチョフ中央委員会書記（後に中央委員会第一書記）、ニコライ・ブルガーニン国防相らの集団指導体制に変更された。彼らは党の最高意思決定機関である中央委員会のうち、さらに高位の幹部層から構成される幹部会のメンバーであった。
初めマレンコフがベリヤと組んで権勢を振るったが、次第に対立し、代わってフルシチョフと組んだ。しかし6月にベリヤが逮捕、処刑された後はフルシチョフが党内に影響力を拡大してゆく。フルシチョフは1955年2月にマレンコフを解任、旧知のブルガーニンを首相に据えた。さらに1956年2月、マレンコフ、モロトフ、カガノーヴィチの反対にもかかわらず、第20回党大会において反スターリン演説をおこなうなど、徐々に専権の度合いを深め、同僚たちとの対立を激化させていった。

## 幹部会における解任動議
1957年6月、ついに反フルシチョフ派は行動に出た。幹部会を急遽招集し、フルシチョフを解任する動議を提出したのである。幹部会員11名の内、6人（マレンコフ、モロトフ、カガノーヴィチ、ブルガーニン、ヴォロシーロフ、サブーロフ）が賛成、ペルヴーヒンは投票せず、4人（フルシチョフ、ミコヤン、スースロフ、キリチェンコ）が反対。動議は可決され、フルシチョフは失脚したかに見えた。
しかしフルシチョフは、第一書記たる自分は中央委員会によって選出された以上、解任できるのも中央委員会のみであると主張し、時間を稼いだ。この間に、ゲオルギー・ジューコフ国防相（幹部会員候補）とイワン・セーロフKGB議長の協力を取り付け、反フルシチョフ派の工作が及ぶ前に各地の中央委員を急ぎモスクワへと集めた。こうして、中央委員会総会の開催が決定され、フルシチョフの解任は、総会に持ち越されたのである。

## 中央委員会総会
党中央委員会総会においてマレンコフ、モロトフ、カガノーヴィチ等は、従来のフルシチョフの内外政策を批判した。しかし、すでにフルシチョフの息がかかっていた中央委員の大多数はフルシチョフを支持し、逆に反対派の行為を厳しく批判した。この結果、反対派は自己批判をするハメになり、まとめて「反党グループ」とされ、党役職を解任された。

## その後の「反党グループ」
- マレンコフは1961年共産党からも追放され、その後はカザフスタンの水力発電所所長となった。
- モロトフは1957年にモンゴル大使に左遷された。
- カガノーヴィチはウラル（英語版）地方のセメント工場長に左遷された。
- ブルガーニンは1958年3月に首相を解任され、1961年には党中央委員からも解任された。
- ヴォロシーロフは許されて1960年5月まで最高会議幹部会議長を務めたが、実権からは遠ざけられたままであった。